# Chloropeta
Chloropeta es un género obsoleto de aves paseriformes de la familia Acrocephalidae. En la actualidad sus especies se reparten en los géneros Iduna y Calamonastides.

## Especies
El género contenía las siguientes tres especies:
- Chloropeta gracilirostris Ogilvie-Grant, 1906
- Chloropeta natalensis Smith, 1847
- Chloropeta similis Richmond, 1897